# 미시오네스브루시
미시오네스브루시(Brucepattersonius misionensis)는 비단털쥐과에 속하는 남아메리카 설치류의 일종이다. 아르헨티나 북동부 미시오네스 주에서 수집된 한 점의 표본이 알려져 있다.